# تسالیا (کلمبیا)
تسالیا (انگلیسی: Tesalia) نام شهری در کشور کلمبیا است.